# Helicobia
Helicobia är ett släkte av tvåvingar. Helicobia ingår i familjen köttflugor.

## Dottertaxa tillHelicobia, i alfabetisk ordning[1]
- Helicobia ajax
- Helicobia alvarengai
- Helicobia aurescens
- Helicobia bethae
- Helicobia biplagiata
- Helicobia borgmeieri
- Helicobia cearensis
- Helicobia chapadensis
- Helicobia cuencana
- Helicobia debilis
- Helicobia edwardsi
- Helicobia giovannolii
- Helicobia gregoriana
- Helicobia haydeni
- Helicobia iheringi
- Helicobia lagunicula
- Helicobia lopesi
- Helicobia lubera
- Helicobia morionella
- Helicobia neglecta
- Helicobia penai
- Helicobia pilifera
- Helicobia pilipleura
- Helicobia providencia
- Helicobia rabbi
- Helicobia rapax
- Helicobia resinata
- Helicobia serrata
- Helicobia setinervis
- Helicobia stellata
- Helicobia surrubea
- Helicobia tinajillensis
- Helicobia tridens
- Helicobia troyana
- Helicobia tulcana